# Granastyochus trifasciatus
Granastyochus trifasciatus là một loài bọ cánh cứng trong họ Cerambycidae.